# Vandijkophrynus
Vandijkophrynus es un género de Anfibios anuros de la familia Bufonidae. Algunos autores lo consideran un subgénero de Bufo.

## Distribución
Las cinco especies de este género se encuentran en África austral.

## Lista de especies
Se reconocen las siguientes según ASW:
- Vandijkophrynus amatolicus  (Hewitt, 1925)
- Vandijkophrynus angusticeps  (Smith, 1848)
- Vandijkophrynus gariepensis  (Smith, 1848)
- Vandijkophrynus inyangae  (Poynton, 1963)
- Vandijkophrynus robinsoni  (Branch & Braack, 1996)

## Publicación original
- Frost, Grant, Faivovich, Bain, Haas, Haddad, de Sá, Channing, Wilkinson, Donnellan, Raxworthy, Campbell, Blotto, Moler, Drewes, Nussbaum, Lynch, Green & Wheeler, 2006 : The amphibian tree of life. Bulletin of the American Museum of Natural History, n. 297, p. 1-371 (texto íntegro (enlace roto disponible en Internet Archive; véase el historial, la primera versión y la última).).